# Roman Kim
Roman Kim (ros. Роман Ким; ur. 20 marca 1997) – kirgiski zapaśnik walczący w stylu klasycznym. Zajął ósme miejsce na igrzyskach azjatyckich w 2022. Brązowy medalista mistrzostw Azji w 2020, 2022 i 2023. 
Wicemistrz świata juniorów w 2017; trzeci na MŚ kadetów w 2014. Mistrz Azji U-23 w 2019. Mistrz Azji kadetów w 2014 roku.